# Цидикова, Светлана Евгеньевна
Светлана Евгеньевна Цидикова (род. 4 февраля 1985) — российская футболистка, полузащитница. Выступала за сборную России. Мастер спорта России международного класса.

## Карьера
В 2001 году в составе сборной России по футзалу (AMF) стала чемпионкой Европы.

### Клубная
Первый тренер: Кочешков Николай Анатольевич. Воспитанница школы ногинской «Надежды». За свою карьеру выступала в командах «Россиянка», «Химки», «Энергия» (Воронеж), «ШВСМ-Измайлово» (Москва), «Зоркий» (Красногорск). Будучи игроком воронежской «Энергии», вошла по итогам чемпионата России 2009 в число 33 лучших футболисток.

### В сборной
В сборной России сыграла 14 матчей. Участница чемпионата Европы 2009 года.
В 2009 году выступала за студенческую сборную России на Универсиаде в Белграде, где россиянки заняли пятое место.